# Viktor Afanasyev
Víktor Grigórievich Afanásiev (en ruso: Ви́ктор Григо́рьевич Афана́сьев, 18 de noviembre de 1922-10 de abril de 1994) fue un filósofo soviético y miembro del Partido Comunista de la Unión Soviética (PCUS), muy importante e influyente por ser director del histórico diario bolchevique Pravda. En Latinoamérica fue muy conocido por uno de sus libros de texto (El manual de filosofía) muy divulgado y que formó parte de la formación marxista de toda una generación.

## Biografía
Nace el 18 de noviembre de 1922, en Aktanysh, poblado rural del distrito de Aktanyshsky, perteneciente a la República Socialista Soviética Autónoma Tártara, de la RSFSR, de la naciente Unión Soviética. Procede de una familia campesina tártara rusa. 
Así como muchos jóvenes que proceden del campo, con la revolución bolchevique, accede a las primeras letras y logra cursar de manera sobresaliente la escuela secundaria. Tiene aspiraciones de formarse como un hombre de ciencia, pero la Gran Guerra Patria (1941-1945) lo moviliza al frente de batalla como piloto de combate. Durante ese periodo a los 21 años, en 1943, ingresa oficialmente al Partido Comunista. En el periodo que duró la guerra, luchó tanto en el Frente Occidental como en Frente Oriental. En este último, después de la rendición del Japón sirvió en Jabárovsk, luego en Chita. Fue aquí donde realmente se dejó llevar por la filosofía y eventualmente se inscribió en el Instituto Pedagógico de la Universidad de Chita (actualmente Universidad Estatal y Pedagógica Trans-Baikal que lleva el nombre de N.G. Chernishevski), graduándose con honores en 1950. Al siguiente año, 1951, cursa sus estudios de posgrado en el Instituto Pedagógico N.K. Krupskaya de Moscú. Luego en 1953 defendió su tesis que lo habilitó para enseñar.  
Como profesor de filosofía enseñó en el Colegio de Formación de Maestros de Cheliábinsk. En 1959, siguiendo el consejo del profesor Panzhava Chelyabinsk, el joven aún profesor V.G. Afanasiev participó en un concurso académico sobre filosofía y ganó de manera sobresaliente con su ensayo “Los fundamentos de la filosofía marxista”. La noticia causó sensación, un joven profesor de Cheliábinsk logró ganar un concurso nacional. Ese escrito fue luego publicado en 1966 con el nombre de “Fundamentos de conocimiento filosófico”. Convirtiéndose en el libro más leído y empleado en la formación y en la divulgación de la filosófica para un amplio público no especialista en esos temas. Con ese libro Afanasiev fue muy conocido en toda la Unión Soviética e incluso su fama alcanzó reconocimiento mundial en los países en donde la juventud se inclinaba por el camino socialista. Los “Fundamentos del conocimiento filosófico” alcanzaron 24 ediciones, se tradujo a sesenta idiomas del mundo y fue galardonado con el Premio Estatal de la URSS.
Como filósofo fue docente universitario, especialista en el campo de la Teoría del Comunismo Científico, la Teoría de la Gestión y los Métodos de Investigación Sistémica. Todos estos campos fueron muy debatidos por los filósofos soviéticos, y en especial por Afanasiev. Las reflexiones de Afanasiev no solo se acercaron, debatieron y emplearon la Teoría de Sistemas y la Cibernética sino que fue un intento muy interesante de reflexión marxista sobre esos temas epistémicos. 
Además, desde 1960, Afanasiev empieza a trabajar en la Academia de Ciencias Sociales desde la cual organiza uno de los primeros laboratorio de investigación sociológica de la URSS que presidirá. Así es como desde 1964, durante casi quince años, se llevaron a cabo estudios sociológicos específicos, analizando la opinión pública de diversos estratos de la población sobre las cuestiones sociales y económicas más urgentes. Los resultados de todas esas investigaciones se publicaron en colecciones anuales bajo el título "Gestión Científica de la Sociedad", cuyo editor en jefe de 1967 a 1981 permaneció siendo invariablemente Víctor Grigorievich Afanasiev.
En 1972 fue nombrado miembro correspondiente de la Academia de Ciencias de la URSS en el Departamento de Filosofía y Derecho. Y en 1976 asume la dirección como jefe editor del diario Pravda hasta su renuncia en 1989, tras el derrumbe de la URSS. 
En 1981 fue miembro académico de la Academia de Ciencias de la URSS del Departamento de Filosofía y Derecho. 
Afanasiev falleció el 10 de abril de 1994 en Moscú.

## Libros y ensayos
- Fundamentos del conocimiento filosófico (Moscú, 1960) [Edición al castellano: Manual de Filosofía. Ediciones Estudio 1973, Buenos Aires].
- Fundamentos del comunismo científico (Moscú, 1966).
- Gestión científica de la sociedad (Moscú, 1973) [Edición al castellano: Dirección Científica de la sociedad. Progreso, Moscú, 1975].
- Gestión de la sociedad e información social (1975).
- Socialismo y comunismo [Edición al castellano: Socialismo y comunismo. Progreso, Moscú, 1975].
- El hombre en la gestión de la sociedad (1977).
- Sistema y sociedad (Moscú, 1980).
- Sociedad: sistema, cognición y gestión (Moscú, 1981).
- El gran descubrimiento de Carlos Marx. El papel metodológico de la teoría del carácter dual del trabajo (1982) [Edición al castellano y coautoría con V. Lantsov: Progreso, Moscú, 1986].
- El cuarto poder y los cuatro secretarios generales